# Mimosa Martini
Mimosa Martini (Roma, 12 marzo 1961) è una giornalista e scrittrice italiana.

## Biografia
Inizia negli anni 1980 lavorando con Gianni Bisiach a Radio anch'io su Rai Radio 1, e poi con Sandro Curzi al Tg3 dove è inviata speciale occupandosi, fra gli altri temi, dell'Unione sovietica, della guerra azero-armena e della Guerra del Golfo.
Dopo aver lavorato in Rai per dieci anni e collaborato con varie testate giornalistiche, nel 1991 è con Enrico Mentana fra i fondatori del Tg5, occupandosi come caposervizio e inviata speciale degli esteri, diventando un volto simbolo del telegiornale. È stata per trent'anni inviata di politica internazionale, lavorando in Mediaset fino al 2021. Come inviata di guerra ha lavorato in Afghanistan, Iraq e Iran. Nel 2003 conduce con Maurizio Costanzo su Canale 5 la trasmissione Raccontando.
Nel 2003, il presidente della Repubblica Italiana Carlo Azeglio Ciampi la nomina Cavaliere della Repubblica, con altre giornaliste inviate in Iraq.
Nel 2004 pubblica il romanzo Kashmir palace e nel 2008 il saggio Il volo del cuculo con Luana De Vita, entrambi editi da Nutrimenti.
È docente del "Master in Giornalismo e Giornalismo Radiotelevisivo" dell'Eidos.

## Opere
- Mimosa Martini, Kashmir palace, Nutrimenti, 2004, ISBN 9788888389202.
- Mimosa Martini e Luana De Vita, Il volo del cuculo, Nutrimenti, 2008, ISBN 9788888389912.